# Киев-20
Ки́ев-20 — однообъективный зеркальный фотоаппарат, выпускавшийся на заводе «Арсенал» с 1978 по 1986 год. В некоторых источниках упоминается, как доработанный «Киев-17М».
«Киев-20» — камера с полуавтоматической установкой экспозиции с помощью заобъективной экспонометрии на открытой диафрагме. Второй советский фотоаппарат с байонетом японской фирмы Nikon (байонет F). Предыдущая модель «Киев-17» экспонометра не имела. Стоимость фотоаппарата составляла 400 рублей, выпускался он недолго, производство прекращено по экономическим причинам в пользу упрощённого и дешёвого «Киева-19» (с 1985 года, цена 150 рублей).

## Технические характеристики
- Тип применяемого фотоматериала — 35-мм перфорированная фотокиноплёнка шириной 35 мм (фотоплёнка типа 135) в стандартных кассетах. Размер кадра — 24×36 мм.
- Корпус — литой из алюминиевого сплава, с открывающейся задней стенкой, скрытый замок. Автоматически сбрасывающийся счётчик кадров. Задняя стенка при необходимости легко снималась.
- Курковый взвод затвора и перемотки плёнки. Курок имеет два положения — рабочее и транспортное. Обратная перемотка рулеточного типа. Возможность мультиэкспозиции.
- Затвор — механический, ламельный с вертикальным движением двух пар металлических ламелей. Выдержки затвора — от 1 до 1/1000 сек, и «B». Выдержка синхронизации с электронной фотовспышкой — 1/60 с.
- Центральный синхроконтакт и кабельный синхроконтакт «Х».
- Штатный объектив — «МС Гелиос-81Н» или «Волна-4» 1,4/50, репетир диафрагмы.
- Тип крепления объектива — байонет F, рабочий отрезок 46,5 мм.
- Фокусировочный экран — линза Френеля с матовым кольцом, микрорастром и клиньями Додена. Поле зрения видоискателя — 23×35 мм.
- Механический автоспуск.
- Резьба штативного гнезда — 1/4 дюйма.

## Экспонометрия фотоаппарата
«Киев-20» — фотоаппарат с TTL-экспонометрическим устройством — полуавтоматическая установка экспозиции на открытой диафрагме. Значения установленной на объективе диафрагмы передавались в камеру механическим способом по системе AI, введённой компанией Nikon в байонет в 1977 году. 
Если применялись переделанные объективы, например, распространённой в СССР серии «А» со сменным хвостовиком под разные крепления — тогда экспонометрия производилась на рабочей диафрагме. Включение экспонометрического устройства — отдельной кнопкой, не связанной с репетиром диафрагмы.
Экспонометрическое устройство с двумя сернисто-кадмиевыми (CdS) фоторезисторами. Светодиодная индикация о работе экспонометрического устройства в поле зрения видоискателя. При установленной светочувствительности фотоплёнки и выдержке вращением кольца установки диафрагмы необходимо добиться свечения среднерасположенного светодиода. Другие светодиоды информируют о неправильной установке экспозиции: верхний ({\displaystyle +}) передержка, нижний ({\displaystyle -}) недодержка. Диапазон светочувствительности фотоплёнки 16-2000 ед. ГОСТ. При применении светофильтров автоматически вносятся поправки на их плотность.
Источник питания полуавтоматической экспонометрии — четыре элемента СЦ-32, МЦ-0,105 (современный аналог LR-44, AG-13).

## Галерея
- Кнопка чёрного цвета на передней панели возле спусковой кнопки — включение экспонометрического устройства
- Задняя крышка открыта
- Верхняя панель
- Нижняя панель с батарейным отсеком

## Объективы с байонетом Nikon (СССР)
В советской литературе байонет F именовался как байонет Н.
| Объектив       | Фокусное расстояние | Относительное отверстие |
| -------------- | ------------------- | ----------------------- |
| МС Мир-20Н     | 20                  | 3,5                     |
| МС Мир-24Н     | 35                  | 2                       |
| МС Волна-8Н    | 50                  | 1,2                     |
| МС Гелиос-81Н  | 50                  | 2                       |
| МС Калейнар-5Н | 100                 | 2,8                     |
| Телеар-Н       | 200                 | 3,5                     |
| МС Янтарь-14Н  | 28 — 85             | 2,8 — 3,5               |
| МС Гранит-11Н  | 80 — 200            | 4,5                     |
| МС Яшма-4Н     | 300                 | 2.8                     |

- Фотоаппарат «Киев-20» комплектовался адаптером для установки объективов с резьбовым соединением M42×1/45,5. Так как рабочий отрезок байонета Н был на 1 мм больше рабочего отрезка крепления М42×1 (плюс толщина адаптера) — с «зенитовскими» объективами была возможна только портретная или макросъёмка.